# 林壽宇
林壽宇（1933年1月31日—2011年12月31日），字木生、號丁山、又號汝傑，是台灣台中霧峰出生的藝術家，霧峰林家下厝系林資鑣之後。1950年代開始旅歐30年，畫風受蒙德里安影響。1980年代初期回到台灣。

## 生平
林壽宇字木生號丁山，又名汝傑，出身於霧峰林家嫡系後代，他的高祖父是下厝林文察、曾祖父是林朝棟、祖父是林瑞騰。父親林正霖在上海出生，母親則是與曾任清朝農工商部員外郎王大貞之女王克純。林壽宇在家族中享有特殊地位，深受祖父和雙親的寵愛，在他出生前一年，林家頂厝林攀龍方成立「霧峰一新會」，因此林壽宇幼年期間便過著有隨從服侍的貴族生活，並濡染東西文化。六歲時，林壽宇被送至台北當時的日本貴族學校旭小學校（今台北市東門國民小學）寄宿，接著就讀建國中學和師大附中。:24-26
1949年台灣進入白色恐怖時期，當時林壽宇在師大附中就讀一年級，他的家人安排他從基隆港搭船偷渡至香港。1952年，他在香港的拔粹書院畢業後前往英國，在米爾德貴族學校完成大學預科，然後進入倫敦綜合工藝學院（今西敏大學）攻讀建築，同時進修美術。在林壽宇就讀倫敦綜合工藝學院期間，為了與第一任法籍妻子成婚被家中斷了經濟支援，這促使他開始考慮透過創作賣畫。1958年，他成為倫敦金貝爾．斐斯畫廊的專屬畫家， 隔年3月即推出首次個展，並以Lin Show Yu為名在國際藝壇活躍。1961年林壽宇獲得英國現代藝術學會勉勵獎起，他的作品在接下來十年內頻頻獲獎，並開始在世界各國展出。
1963年，林壽宇將英文名稱改為Richard Lin，同時擔任英國皇家藝術學院指導老師職位。1964年，他成為第一位應邀參展德國第三屆卡塞爾文獻展的台灣藝術家，該展覽是當時全世界最重要的當代藝術展之一，隔年他和法蘭西斯．培根同時代表英國參加匹茲堡雙年展。1967年，同朱德群、莊喆、胡其中、丁雄泉和趙無極一起入選美國匹茲堡第44屆「卡內基國際美術展」。
在倫敦期間，林壽宇曾與許多國際著名藝術家進行過交流，1959至1960年間，羅斯科、封塔納和山姆法蘭西先後至他的工作室拜訪，而1966年，西班牙超現實主義大師米羅則對林壽宇的白色系列作品給予了高度評價。 :901969年，林壽宇從倫敦搬至威爾斯鄉下的一座英式古堡居住，與第二任英籍妻子和三個女兒過著貴族一般的生活。1975年，他因不願遷就市場改變畫風，與馬博羅．新倫敦畫廊中止合約關係，另在1980年代回台發展。1982年，台北龍門畫廊為林壽宇舉辦了在台第一次個展，展出的「白色空間」系列作品在台灣畫壇引發對「幾何抽象」與「極簡主義」的討論，1983年，他捐贈作品《現代化浮雕雙聯作》（繪畫浮雕雙聯作）給國立故宮博物院，成為首位仍在世即被故宮收藏作品的藝術家，捐贈儀式由中華民國前總統嚴家淦主持。
1984年，林壽宇宣告「繪畫已死」，便不再作畫而轉向裝置藝術。2002年，他與第三任妻子嚴筱良回台中縣定居。2012年12月31日零時二十二分因病逝世於台中，享壽79歲。根據他生前指示，後事一切從簡，沒有舉行公祭、僅由高美館接受家屬委託代發訃聞。

## 外部連結
- 伊通公園-林壽宇 （页面存档备份，存于）
- 家畫廊-林壽宇
- 台灣極簡主義宗師 林壽宇走了 （页面存档备份，存于）